# بخش کریستینه‌هامن
بخش کریستینه‌هامن (به سوئدی: Kristinehamns kommun) یک ناحیه شهری در سوئد است که در شهرستان ورملاند واقع شده‌است.

## خواهرخوانده
شهرهای الوا، استونی، برودنیتسا، فارسون، Rautavaara، سینایوکی و Elva خواهرخوانده‌های بخش کریستینه‌هامن هستند.